# Elmar Lehmann
Elmar Lehmann (* 9. Dezember 1940 in Geseke; † 3. November 2021) war ein deutscher Anglist und Hochschullehrer.

## Leben
Er studierte ab 1960 Philosophie und Pädagogik in Münster, München und Edinburgh. 1967 wurde er an der Universität Bochum promoviert und 1975 habilitierte er sich in Bochum. 1975 übernahm er eine Professur für Anglistik an der Gesamthochschule Essen. 2006 wurde er emeritiert.
Seine Forschungsschwerpunkte waren die englische Literatur des 19. Jahrhunderts und die anglophone Literatur Südafrikas. Ein großes Werk über die Geschichte des südafrikanischen Romans soll postum in der Reihe „African Literatures in English“ erscheinen.

## Schriften (Auswahl)
- „Not merely sentimental“. Studien zu Goldsmiths Komödien. München 1974, OCLC 540955267.
- mit Bernd Lenz: Einführungsübung Literaturwissenschaft. Ein Kurs anhand englischer Texte. Tübingen 1976, ISBN 3-484-40045-5.
- mit Erhard Reckwitz (Hg.): Mfecane to Boer War. Versions of South African history. Papers presented at a symposium at the University of Essen, 25–27 April 1990. Essen 1992, ISBN 3-89206-442-3.
- mit Erhard Reckwitz und Lucia Vennarini (Hg.): Constructing South African literary history. Essen 2000, ISBN 3-89206-733-3.